# Polibo (figlio di Antenore)
Pólibo (Pólybos: "ricco di buoi"; latino Pòlybus), figlio di Antenore e di Teano, è un personaggio della mitologia greca.
È citato nell'Iliade, insieme con i fratelli Agenore e Acamante, come eroe della guerra di Troia, schierato dalla parte dei Troiani. I tre fratelli (gli Antenoridi) sono citati anche nel libro VI dell'Eneide.
Polibo venne ucciso da Neottolemo, il figlio di Achille.